# Кейн, Томас
Кейн, Томас (Thomas R. Kane, 23 марта 1924, Вена, Австрия — 16 февраля 2019, Стэнфорд, США) — выдающийся механик, почётный профессор прикладной механики Стэнфордского университета.

## Биография
Томас Кейн родился 23 марта 1924 года в Вене, Австрия. В 1938 году после аншлюса вместе с родителями он эмигрировал в США. В 1943 году Т.Кейн пошёл служить в армию и был направлен в южную часть Тихого океана в качестве армейского фотографа. Присутствовал при подписании акта о капитуляции Японии на борту линкора USS Missouri (BB-63).
C 1946 по 1953 год учился в Колумбийском университете, получив две бакалаврские степени: по математике и по гражданскому строительству. Затем он получил степень магистра по гражданскому строительству и докторскую степень по прикладной механике. Работал ассистентом в университете Пенсильвании. Затем, с 1961 года, работал в Стэнфордском университете в качестве профессора прикладной механики.

## Некоторые научные результаты
В 1960е годы Томасом Кейном были предложены удобные уравнения, предназначенные для описания движения механических систем, и называемые сейчас уравнениями Кейна.
Томас Кейн внес свой вклад в теорию и методы управления ориентацией в космическом пространстве. В частности, согласно  на примере движения кошек, падающих на лапы, им были предложены правила управления телом для астронавтов, позволявшие без дополнительных устройств и затрат менять ориентацию в космическим пространстве. На основании этих правил были разработаны соответствующие упражнения, выполнявшиеся на батуте. Проф.Кейн лично демонстрировал свою методику на свободно вращающемся столе.

## Публикации и награды
Проф. за свою академическую карьеру опубликовал 10 монографий и более 170 статей.
Он был членом Американского астронавтического общества и почётным членом Американского общества инженеров-механиков.
Ему были присуждены
- Премия Дирка Брауэра (1982)
- Премия Даламбера (D'Alembert Award of the American Society of Mechanical Engineers) (2005)[9]

## Разное
- Проф.Т.Кейн в качестве приглашённый профессора вёл занятия в Англии, Бразилии и Китае. В рамках программы академического обмена в 1968 году провёл три месяца в Советском Союзе.
- Проф. Т.Кейн преподавал математику школьникам старших классов в Пало-Альто и в Восточном Пало-Альто.